# TangoGPS
tangoGPS est un logiciel libre de navigation diffusé sous licence GPLv2. Il utilise, entre autres, la base de données cartographiques OpenStreetMap. Il peut se positionner sur une carte à partir des données issues d'un récepteur GPS.